# Berekszó (Temes megye)

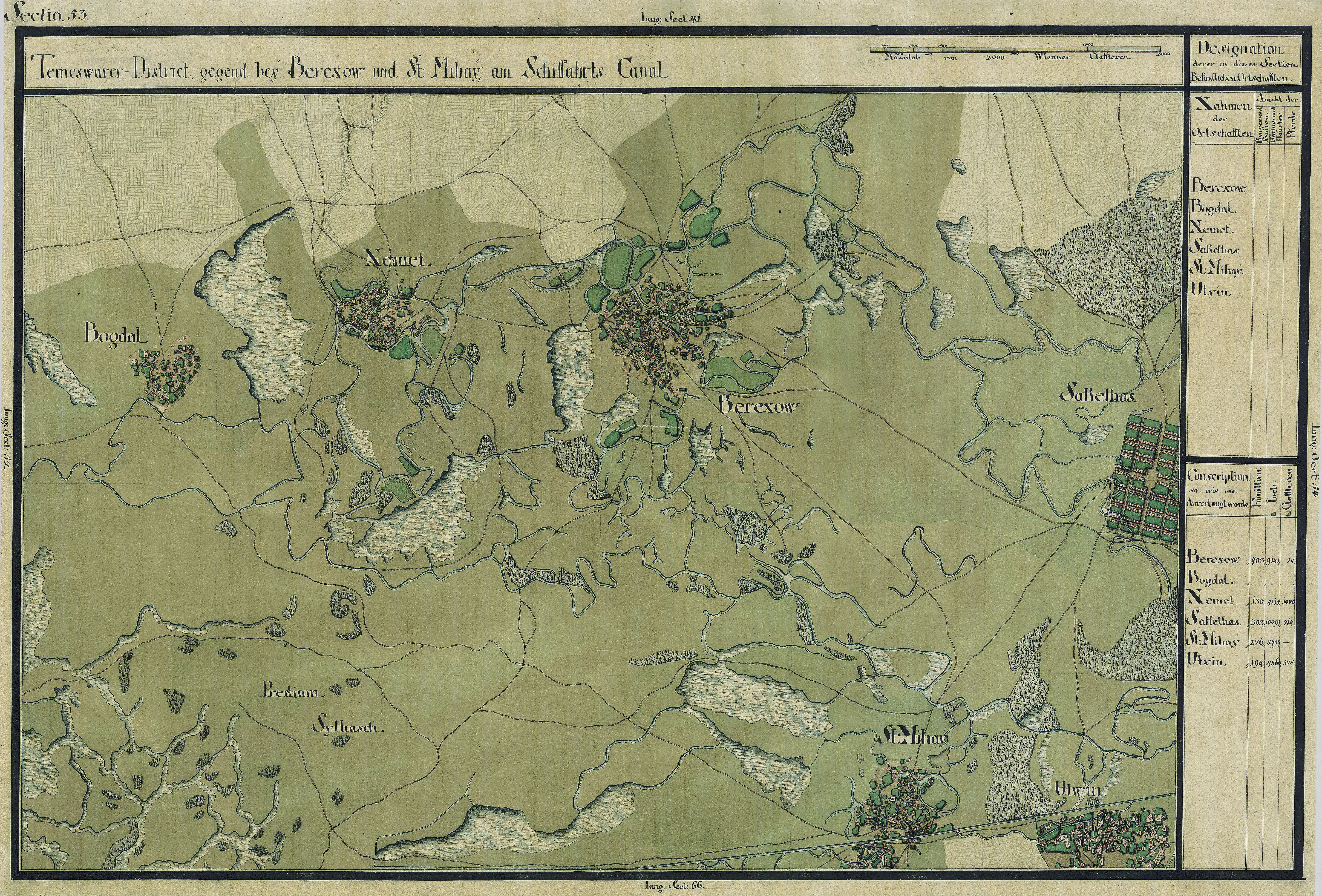
Berekszó egy régi térképen

Berekszó (románul: Beregsău Mare) falu Romániában, a Bánságban, Temes megyében.

## Fekvése
Temesvártól nyugatra, Berekszónémeti és Szakálháza közt fekvő település.

## Története
Berekszó Árpád-kori település. Nevét 1266-ban, majd 1335-ben említette először oklevél Brekzo néven. 1349-ben p. Belberekzav, 1387-ben districtus Beregzow, 1462-ben Berekzo, Kysberekzo, 1808-an Beregszó, Beregsen ~ Beregschafen, 1888-ban Bergshofen, 1913-ban Berekszó néven említették.
Berekszó mai helyén egykor a Vaja nemzetség ősi birtokai voltak. E vidéken feküdt Ormándfölde is, melyet 1266-ban a Vaja nembeli Márton és Gyarmán nyertek adományul. A mai Berekszó és a vele szomszédos Vaja tehát e nemzetség ősi fészke volt. 1349-ben a falu azonban már az elhalt Dezső beregi főispán fiaié: Miklósé, Jánosé, Péteré és Domokosé. Ekkor p. Belberekzov néven említették, mint nemesi birtokot. Az 1332-37. évi pápai tizedjegyzék szerint akkor már plebániája is volt, sőt 1388-ban már hetivásárok tartására is szabadalmat nyert.
1417-ben Blasius de Ebrekzo, 1418-ban pedig Andreas de Berchso, 1419-ben Johannes de Berekso, 1427-ben pedig Lucas de Bereczzo bécsi diák neve volt említve az oklevelekben. A 15. század közepe után a Berekszói család birtoka, melynek tagjai közül: Domonkos (1371), Dezső s fia Domonkos (1377), István fia László (1381), Miklós fia János és János fia János (1412) szerepelnek az egykori oklevelekben; majd 1414-ben berekszói Hagymás Miklós is, aki 1462-ben testvéréül fogadta Szentgirolti Jánost, aki e réven jogot tartott itteni birtokaira. Az 1462. évben kelt beiktató levélben, Berekszón kívül, egy Kis-Berekszó nevű helység is említve volt, 1489-ben pedig egy berekszói Berzy János nevű birtokos is szerepelt itt.
1528-ban a Hagymásiak két jobbágytelket adományoztak itt Sarkadi Kiss Ferencnek és Kun Pálnak. 1554-ben Vajai Kiss Ferenc egy nemesi telket írt be halála esetére Hagymási Kristófnak és Eusztáknak. 1561-ben I.Ferdinánd király a hűtlenségbe esett berekszói Hagymási Kristóf birtokát kányaföldi Kerecsényi Lászlónak adományozta. 1610-ben a keméndi Várady család volt itt birtokos. Az 1717. évi kamarai jegyzékben Beregh-Schoh alakban, 40 házzal szerepel és a Mercy térképén is Berexchof néven, lakott helyként tüntették fel. Később Berekszó is elpusztult, az 1761. évi hivatalos térképen már csak pusztaként volt feltüntetve. A 18. század közepe után ismét benépesült és 1783-ban ismét faluként szerepelt.
1802-ben Vukovics Sebő vette meg a kincstártól, utána fia, Sebő, a Szemere-kormány igazságügyminisztere lett a helység birtokosa; 1849-ben azonban birtokait elkobozták, azokat csak 1870-ben kapta vissza. 1872-ben, halála után gyermekei Mária és Gábor örökölték. 1848 őszén kisebb harc volt itt a honvédek és a császáriak között, akiket, a községbeli népfölkelők segítségével, a honvédek kiűztek a községből. 1878-ban mindkét birtokrész Ürményi Pálné Vukovics Mária birtokába került, aki nagynénjének Vukovics Katalinnak a birtokrészét is örökölte. Ezt 1883-ban eladta Kondorossy Györgynek, Popovicsné Joanovics Zsófiának és Rogulits Istvánnak, akiktől 1889-ben Endrédy Zsigmond vette meg; a másik birtokrész csere következtében Prónay Istvánné Almássy Mária tulajdonába került.
1851-ben Fényes Elek írta Berekszóról: „Beregszó/Beregsău Mare/Grossberegsau, Grossberksoff, oláh falu, Temes vármegyében, Temesvárhoz nyugatra 1 1/2 mértföldnyire, a Beregszó patak mellett, rónaságon. Lakja 1853 lélek, kik közt oláh óhitű 1609, szerb óhitű 217, római katolikus 22, zsidó 5. Óhitű. Róna határa néhol lapályos salétromos, de nagyobb részben első osztálybeli gazdag termékenységű, mely gyönyörű tisztabúzát és sok kukoricát terem. Kiterjed 8301 holdra 420 négyszögölre.”
A trianoni békeszerződés előtt Temes vármegye Központi járásához tartozott.
1910-ben 2314 lakosából 1898 román, 338 német, 70 magyar volt. Ebből 1898 görög keleti ortodox, 336 római katolikus, 32 evangélikus volt.
Berekszó és Szentmihály között feküdt egykor Vaja, mára elpusztult település is:

### Vaja
Vaja  nevét már az 1332-1337. évi pápai tizedjegyzékek is említették mint egyházas helyet, melynek a Berekszói Hagymás család volt a földesura. 1462-ben Szentgirolti János tartott jogot rá. 1528-ban a berekszói Hagymásiak, Kiss Ferenc és Kun Pál birtoka volt. 1561-ben Ferdinánd király, a falut Vajai Kiss Ferenc utód nélküli halála után, Czellenk Balázsnak, Zalay Péternek és Siry Lukácsnak adományozza. Ugyanezen évben Kerecsényi Lászlónak adja a hűtlenség bűnébe esett Hagymási Kristóf itteni birtokait is. 1610-ben Báthory Gábor fejedelem Várady Jánosnak és Széplaky Péternek adományozta. Az 1690-1700 közötti összeírásban Vaja neve még szerepelt, sőt az 1717-es kamarai jegyzék szerint is még 10 lakott háza volt, az 1761. évi hivatalos térképen azonban már csak pusztaként volt feltüntetve. Emlékét ma is őrzi a Vaja nevű dűlő.

## Nevezetességek
- Vértanú Szent Györgynek szentelt görög keleti temploma  1793-ban épült; a romániai műemlékek jegyzékében a TM-II-m-A-06186 sorszámon szerepel.[1] A templom-kertben levő sírboltban nyugszik Vukovics Sebő, az 1849-es igazságügyminiszter.
- Római katolikus temploma 1908-ban épült.